# Reinhard Ohse
Reinhard Ernst Ohse (* 22. August 1930 in Boizenburg/Elbe; † 5. August 2022 in Naumburg) war ein deutscher Kirchenmusiker und Komponist.

## Lebenslauf
Reinhard Ohse wurde in Boizenburg an der Elbe geboren. 1949 legte er in Rostock das Abitur ab.
Er studierte an der Berliner Kirchenmusikschule bei Ernst Pepping und Gottfried Grote Kirchenmusik. Dieses Studium schloss er mit der B-Prüfung ab. Ohse war von 1954 bis 1956 Kantor und Organist in Bützow (Mecklenburg).
Von 1956 bis 1958 studierte er an der Kirchenmusikschule Halle weiter und schloss das Studium mit der A-Prüfung ab.
Von 1958 bis 1978 war Ohse Domorganist in Halle (Saale), in dieser Zeit leitete er den Chor der evangelischen Studentengemeinde, die jahrzehntelang im Hallenser Jenastift beheimatet war. Er lehrte als Dozent für Tonsatz an der hallischen Kirchenmusikschule. Als Domorganist begann er zu komponieren und schrieb zahlreiche Choralvorspiele und Motetten für den eigenen Gebrauch. Darüber hinaus schrieb er Werke verschiedener Gattungen, z. B. Orgelwerke, Streichquartette und Kammermusik. Zur Erweiterung des kompositorischen Handwerks nahm er von 1967 bis 1977 Privatunterricht bei Tilo Medek. 1974 wurde sein Oratorium Klage und Trost des Jeremia in Magdeburg uraufgeführt.
Von 1978 bis zur Pensionierung 1996 war Ohse Kantor am Naumburger Dom und leitete die Domkantorei und den Naumburger Kammerchor. 1987 entstand die Lettner-Passion für Solo, Chor und Orchester nach dem Passionsrelief des Naumburger Meisters. Diese Passion wurde seitdem in verschiedenen Orten aufgeführt. Sie geht den dargestellten Szenen des Westlettners musikalisch nach, wobei die Passionsgeschichte vom Chor und die Jesusworte von einem Basssolisten gesungen werden. Alle acht Sätze werden von Schlagzeug begleitet.
Ab 1996 befand sich der Kirchenmusikdirektor Ohse im Ruhestand. Seit seiner Pensionierung schrieb Ohse eine große Zahl von Kompositionen, darunter ein Konzert für Orgel und großes Orchester, das 2009 im Naumburger Dom uraufgeführt wurde, und den Liederzyklus Kalenderlieder, dessen Texte einem Kalender mit täglichen Gedichten entnommen sind.
Am Donnerstag, dem 26. Januar 2012, händigte der Ministerpräsident des Bundeslandes Sachsen-Anhalt, Reiner Haseloff, in der Magdeburger Staatskanzlei Reinhard Ohse die Verdienstmedaille der Bundesrepublik Deutschland aus.

## Kompositionen in Auswahl
- 1967/68: Zigeunerlieder (op. 18) für gemischten Chor a cappella
- 1973: Oratorium Klage und Trost des Jeremia (op. 53) für Sprecher, Soli, Kinderstimmen, Chor und Orchester
- 1970: Streichquartett Der Josa mit der Zauberfiedel (op. 39), angeregt durch das gleichnamige Märchen von Janosch
- 1988: Lettner-Passion für Soli, Chor und Orchester (op. 108)
- 2006: Konzert für Orgel und Orchester (op. 165) (Präludium – Cavatine – Rondo)
- 2010: Liederzyklus Kalenderlieder (op. 176) für eine Singstimme (Sopran) und Klavier

## Diskografie
- 2011: Lettner-Passion (Daniel Blumenschein, Naumburger Kammerchor, Mitteldeutsches Kammerorchester, Jan-Martin Drafehn) Talanton (TAL90005)

## Auszeichnungen
- Verdienstorden der Bundesrepublik Deutschland[4]